# Buz (Albanië)
Buz is een voormalige gemeente in het prefectuur Gjirokastër in het zuiden van Albanië. Het dorp telt 737 inwoners (2011). Het dorp is te bereiken via de SH74. Vanuit het zuiden is dit een geasfalteerde weg, vanaf Berat een onverhard zandpad met kuilen. In Buz staat een standbeeld ter ere van de Albanese leider Tafil Buzi (1792-1844).

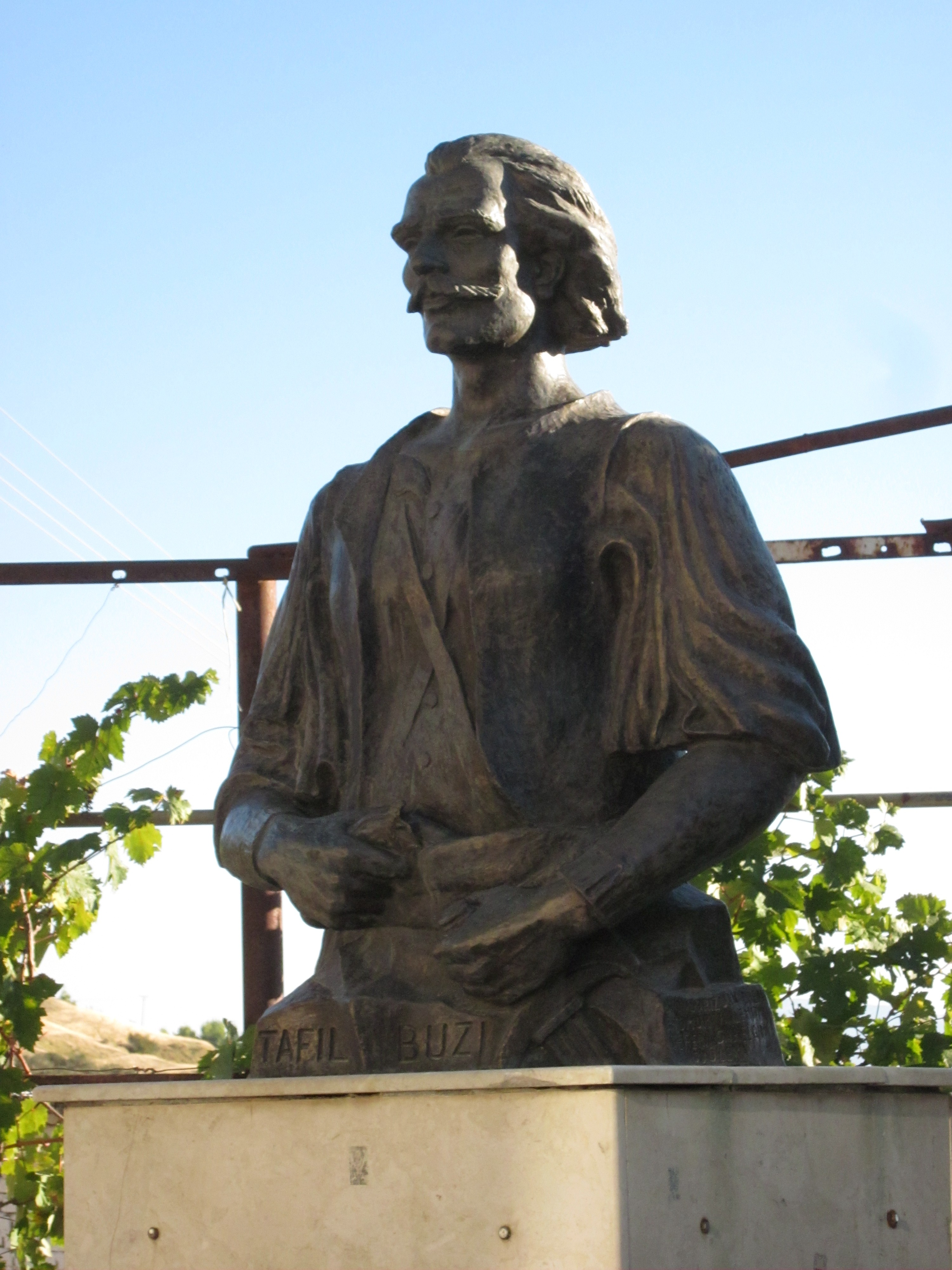
Buste van Tafil Buzi, in Buz

## Bevolking

### Religie
De grootste religie in Buz is de (soennitische) islam. Deze religie werd in 2011 beleden door 464 personen, oftewel 62,96% van de bevolking. De grootste minderheid vormden de 208 bektashi-moslims, hetgeen gelijk staat aan 28,22% van de bevolking. De soennitische en bektashi-moslims vormden samen 91,18% van de bevolking. De christenen vormden 0,54% van de bevolking, uitsluitend katholieken.
| Plaats | Bevolking (2011) | Islam (%)    | Katholiek (%) | Orthodox (%) | Bektashisme (%) |
| ------ | ---------------- | ------------ | ------------- | ------------ | --------------- |
| Buz    | 737              | 464 (62,96%) | 4 (0,54%)     | - (-)        | 208 (28,22%)    |